# Führungsorgan Front- u. Militärtransportfliegerkräfte (NVA)

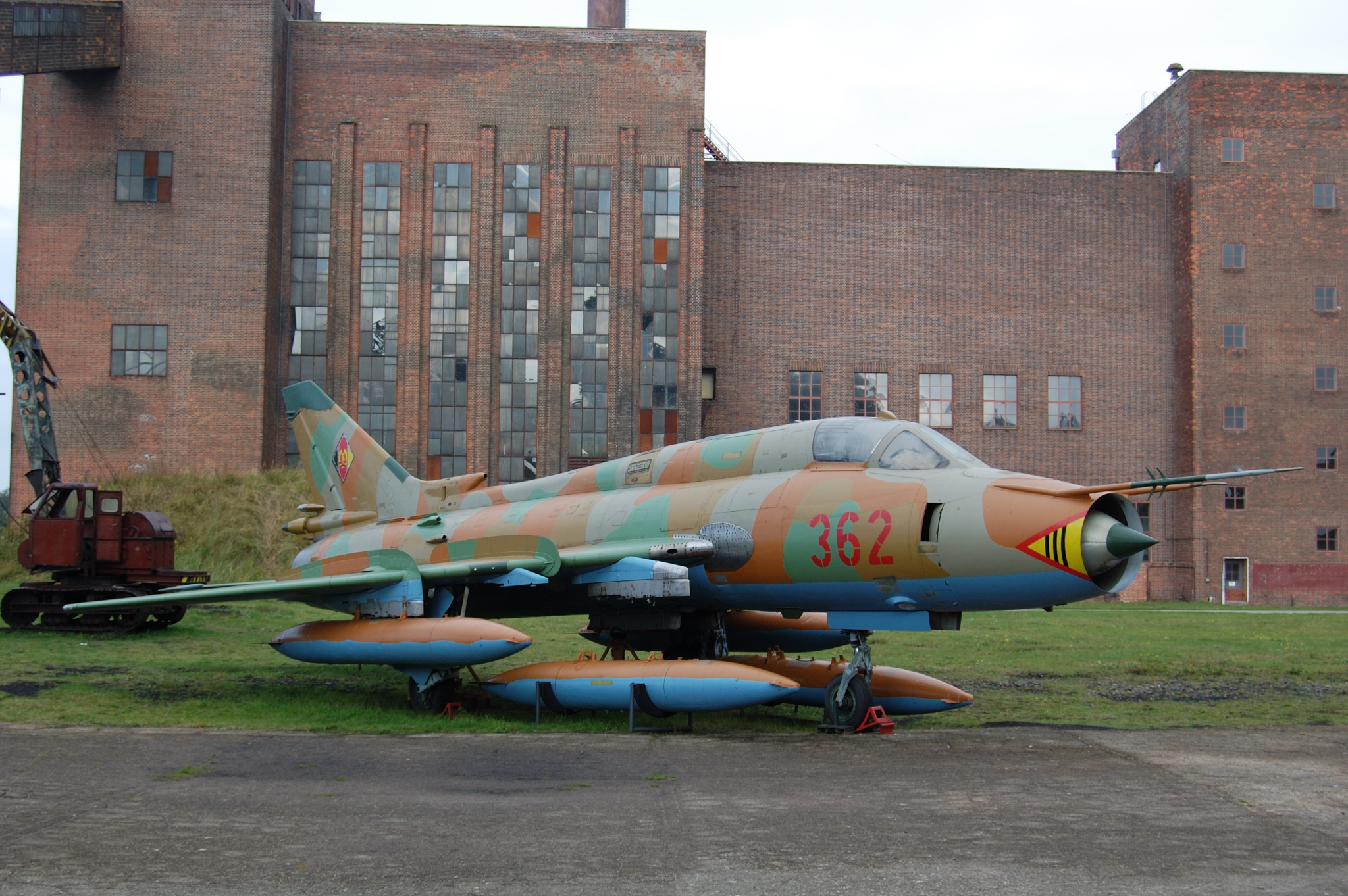
Su-22 des FO FMTFK

Das Führungsorgan der Front- u. Militärtransportfliegerkräfte (FO FMTFK) war ein Großverband der Luftstreitkräfte (LSK) der NVA der DDR und war dem Kommando LSK/LV direkt unterstellt. 

## Auftrag
Der Auftrag des FO FMTFK leitete sich vom Gesamtauftrag der NVA LSK ab und bestand in der Luftnahunterstützung der anderen Teilstreitkräfte, der „luftgestützten Aufklärung“ und der Bereitstellung von Lufttransportkapazität.

## Geschichte
Ab Dezember 1981 wurde beim Kommando LSK/LV ein Führungsorgan der Front- und Armeefliegerkräfte (FOFAFK) aufgestellt, das im Jahre 1982 die Arbeitsbereitschaft herstellte und gemeinsam mit dem Kommando LSK/LV im Bereich der Barnimkaserne in Strausberg (Eggersdorf) stationiert war. 
Ab 1984 erhielt das FOFAFK die endgültige Bezeichnung Führungsorgan Front- und Militärtransportfliegerkräfte (FOFMTFK), nachdem die beiden Kampfhubschraubergeschwader KHG-3 und KHG-5 an die Militärbezirkskommandos MB-III bzw. MB-V der Landstreitkräfte übergeben worden waren. 
Das Führungsorgan war als Stab vor allem für die Ausbildung der Front-, Armee- und Transportfliegerkräfte zuständig, hatte im Verteidigungsfall keinen Führungsauftrag und galt nach eigenem Verständnis nicht als Führungskommando einer Division.
Zur Führung des täglichen Flugdienstes und der fliegerischen Ausbildung verfügte das Führungsorgan im Keller seines Stabsgebäudes über einen Führungspunkt, der im 24-Stunden Dienst mit einer Diensthabenden Besatzung besetzt war.
Mit Auslösung höherer Stufen der Gefechtsbereitschaft (Krieg oder Manöverlage) verlegte das Führungsorgan Teile des Stabes in die Bunkeranlage Ranzig/Beeskow und bezog dort seine Führungsstelle 2. Gemäß Direktive 1/85 erfolgte bei Kriegsgefahr gleichzeitig die Umunterstellung der JBG-37, JBG-77, MFG-28, TAFS-47, TAFS-87 unter sowjetischen Befehl der 16. Luftarmee. Aus den verbleibenden Transportfliegerkräften wurde das Führungsorgan Militärtransportfliegerkräfte Ranzig/Besskow gebildet. Damit verbunden waren zusätzliche Unterstellungen der Hubschrauberstaffel 16 von den Grenztruppen und dem Hubschrauberausbildungsgeschwader 35 in Briest von der OHS LSK/LV zum neuen FOMTFK.
Mit der Außerdienststellung der NVA im Oktober 1990 wurde das Divisionskommando aufgelöst. Rechtsnachfolger wurde die 5. Luftwaffendivision der Bundeswehr.

### Divisionskommandeure FO FMTFK
| Dienstgrad, Name        | Dienstzeit | Bemerkung                     |
| ----------------------- | ---------- | ----------------------------- |
| Oberst Wolfgang Büttner | 1981–1983  |                               |
| Oberst Klaus Zimmermann | IV/1983    | mit der Führung beauftragt    |
| Oberst Klaus Zimmermann | 1984–1989  | ab 1. April 1987 Generalmajor |
| Oberst Ralf Wukasch     | 1990       |                               |

Siehe auch: Liste der Generale der Luftstreitkräfte der NVA

## Unterstellte Verbände, Truppenteile und Einheiten
Dem  FO FMTFK waren die nachstehende Truppenteile, Einheiten und Einrichtungen direkt unterstellt.  
- Jagdbombenfliegergeschwader 37 (JBG-37) Klement Gottwald, Drewitz
  - Fliegertechnisches Bataillon 37 (FTB-37), Drewitz
  - Nachrichten- und Flugsicherungsbataillon 37 (NFB-37), Drewitz
  - Teile des Nachrichten- und Flugsicherungsbataillons 37 (FuTK/NFB-37), Striesow
- Jagdbombenfliegergeschwader 77 (JBG-77) Gebhardt Leberecht von Blücher, Laage
  - Fliegertechnisches Bataillon 77 (FTB-77), Laage
  - Nachrichten- und Flugsicherungsbataillon 77 (NFB-77), Laage
- Marinefliegergeschwader 28 (MFG-28) Paul Wieczorek, Laage
  - Fliegertechnisches Bataillon 28 (FTB-28), Laage
  - Nachrichten- und Flugsicherungsbataillon 28 (NFB-28), Laage
  - Teile des Nachrichten- und Flugsicherungsbataillons 28 (FuTK/NFB-28), Saal
- Sauerstoffgewinnungs- und Versorgungseinrichtung 77 (SGVE-77), Laage
- Taktische Aufklärungsfliegerstaffel 47 (TAFS-47), Preschen
- Taktische Aufklärungsfliegerstaffel 87 (TAFS-87), Preschen
- Transportfliegerstaffel 24 (TFS-24), Dresden-Klotzsche
  - Fliegertechnisches Bataillon 24 (FTB-24), Dresden-Klotzsche
- Transporthubschraubergeschwader 34 (THG-34) Werner Seelenbinder, Brandenburg-Briest
  - Fliegertechnisches Bataillon 34 (FTB-34), Brandenburg-Briest
- Verbindungsfliegerstaffel 14 (VS-14), Strausberg
  - Fliegertechnisches Bataillon 14 (FTB-14), Strausberg